# B61 (bombe nucléaire)
Pour les articles homonymes, voir B61.

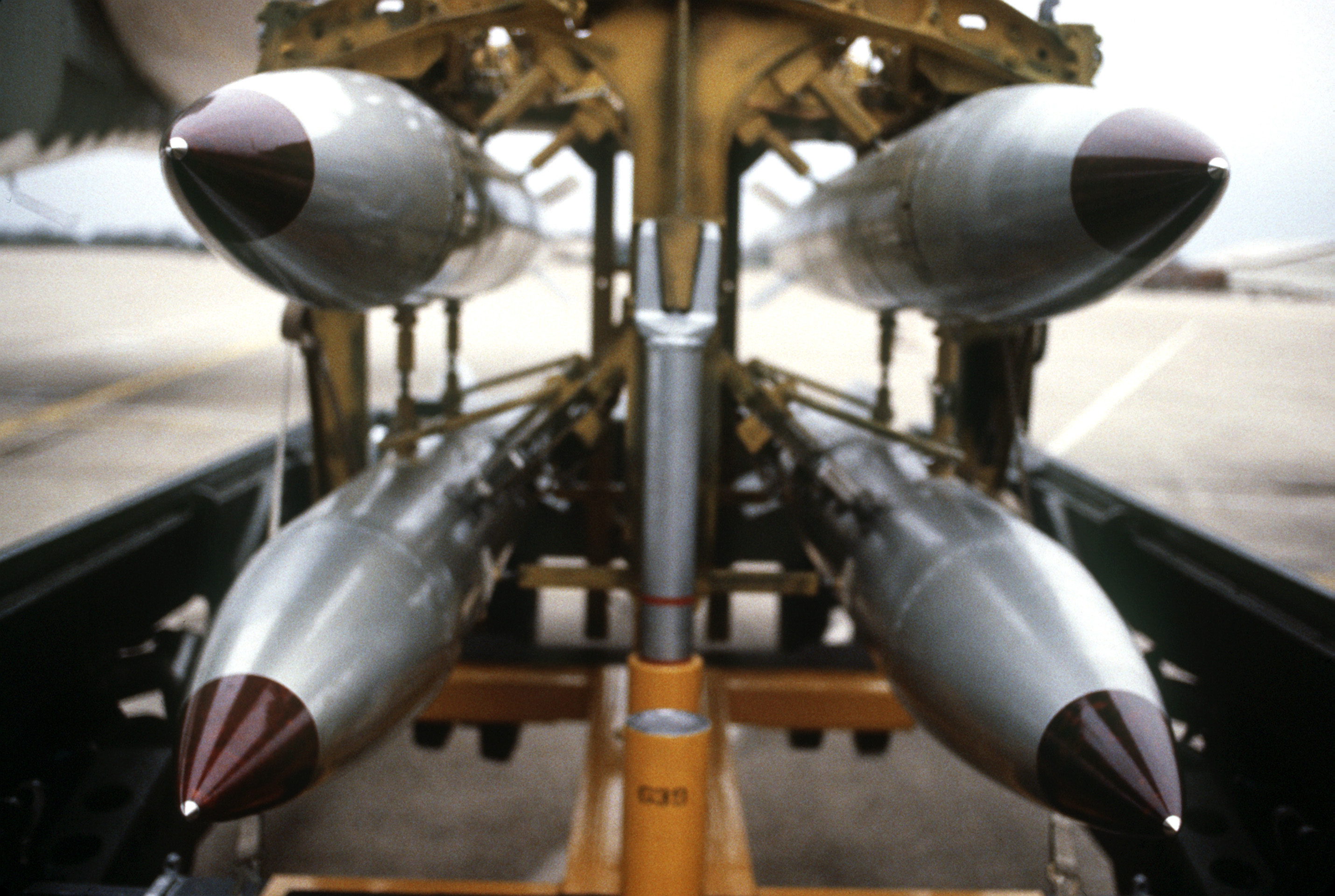
Des B61 sur un support de bombes dans les années 1980.

La B61 est une bombe H faisant partie de l'arsenal américain en service depuis 1960 avec de nombreuses variantes. Depuis la fin de la guerre froide, c'est la principale bombe thermonucléaire, à la fois stratégique et tactique, déployée par l'United States Air Force et elle est déclinée en plusieurs versions. Elle est conçue pour exploser en deux étapes. Elle comporte environ 6 000 pièces. 

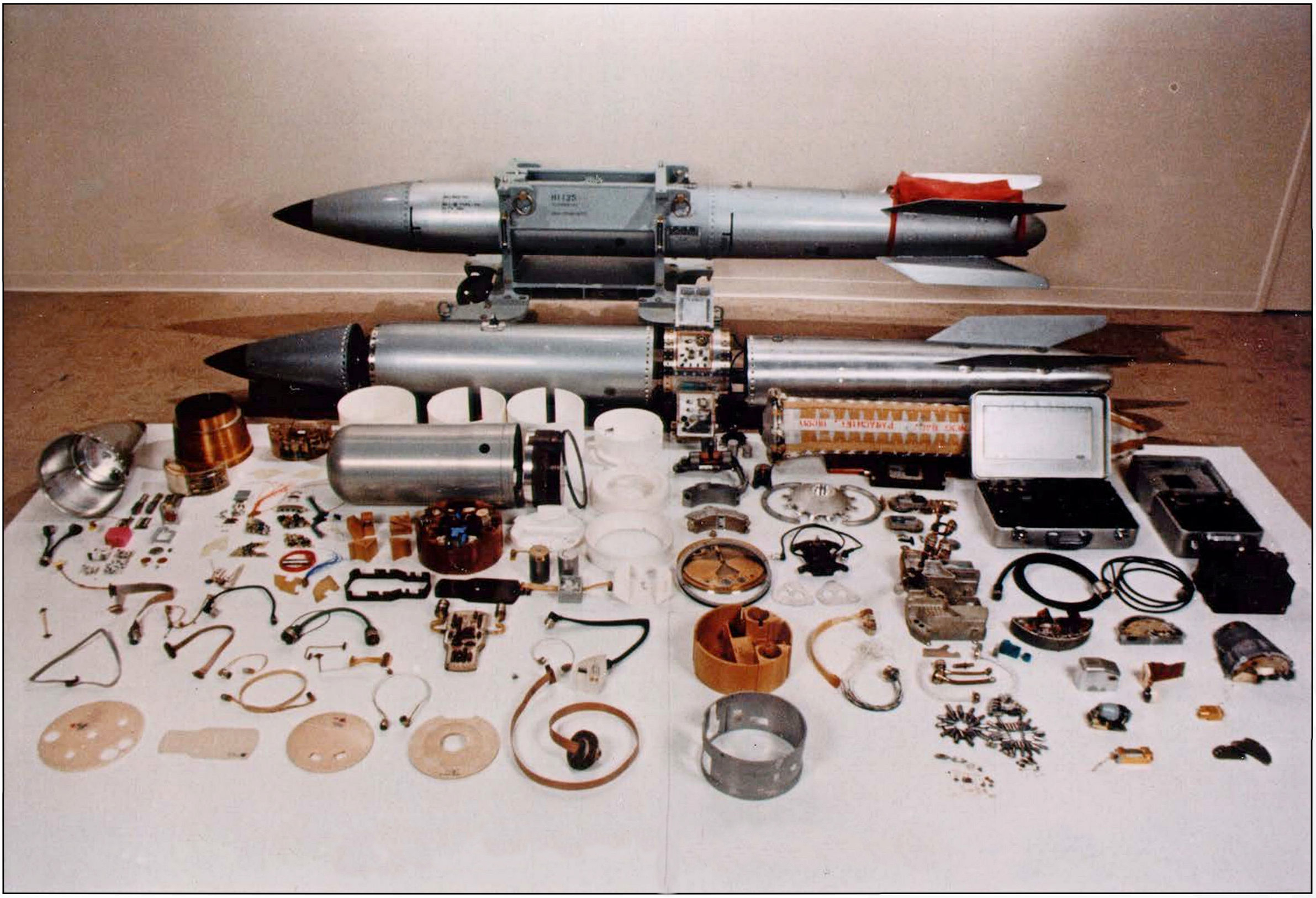
Une B61 à différents stades d'assemblage. La composante nucléaire est le cylindre argenté derrière le cône du nez. Photo publié dans un ouvrage édité en 1995

## Histoire

### Premiers développements
La B61 a été développée au Los Alamos Scientific Laboratory (LASL), maintenant le laboratoire national de Los Alamos, à partir de 1960. L'un des buts était de créer une bombe atomique aéroportée d'une puissance explosive d'au moins 100 kilotonnes qui puisse être logée sous l'aile d'un avion de combat sans lui imposer une trop forte traînée ou être larguée par un chasseur-bombardier. Il devait être possible de l'armer pour différentes missions : détonation dans les airs, largage par parachute avant détonation dans les airs, détonation au sol après une chute libre, détonation au sol après largage par parachute, etc.
Le projet a démarré en 1960 par un contrat demandant d'étudier les possibilités d'une telle arme. Le programme officiel de développement a été financé à partir de 1961. L'arme est désignée TX-61 (Test/Experimental) en 1963.
Les premiers modèles utilisaient le PBX-9404, basé sur le HMX, un explosif en poudre polymérisé. Les modèles plus récents utilisent du PBX-9502, un explosif à haute efficacité basé sur le TATB « insensible » au feu, aux chocs et aux impacts.
Depuis 1960, 50 exemplaires sont stockés dans la Incirlik Air Base turque dans le cadre de l’OTAN.

### En 2021
Il y a quatre versions en service en 2021 : B61-3, B61-4, B61-7 et B61-11.
La B61-12 d'une puissance de 50 kt est développée en 2012 et doit remplacer les trois premières. La première unité de production de la B61-12 a été déployée en novembre 2021, et la production est prévue jusqu'à la fin de l'exercice 2025.
En date de décembre 2021, ses vecteurs sont les chasseurs F-15E, F-16, Panavia Tornado, le bombardier B-2 Spirit et le chasseur de 5ème génération F35. Il est prévu dans l'avenir que le bombardier B-21 Raider puissent l'emporter. Le F/A-18E Super Hornet avait été également mis sur la liste en 2018 puis retiré en novembre 2021.
Le 27 septembre 2023, le département de la Défense annonce vouloir développer une version nommée B61-13. Sa puissance, selon la Fédération des scientifiques américains, serait de 360 kilotonnes, car réutilisant l'ogive de la B61-7. Elle serait réservée aux bombardiers B-2 et B-21.

## Spécifications

### Dimensions
La bombe pour avion B61 a un diamètre 13,3 pouces (33,78 cm), une longueur de 141 pouces (358,14 cm) et pèse entre 695 et 715 livres (324,3 kg) selon le modèle. Cette masse inclut la coquille aérodynamique externe, un nez déformable en forme de cône, un compartiment à parachute dans la queue, des ailes stabilisatrices, etc. Le diamètre est celui de la bombe même, sans ailes.

### Cœur nucléaire
L'appareil qui entoure le cœur de la B61 a probablement les mêmes dimensions que la W80, qui a un diamètre de 11,8 pouces (30 cm) et une longueur de 31,4 pouces (79,8 cm).
Certains experts dénoncent le coût prohibitif et l'inutilité du programme de modernisation de la B61 qui est, depuis les années 2000, la seule arme nucléaire tactique de l’arsenal des États-Unis.
Sa puissance est variable, allant de 0,3 kt (tactique) à plus de 100 kt (stratégique). Sa puissance maximale est de 340 kt.
Le nouveau modèle B61-12 a été classé selon ses caractéristiques comme tactique et stratégique,.